# 1522.
◄ | 15. stoljeće | 16. stoljeće | 17. stoljeće | ►
◄ | 1490-ih | 1500-ih | 1510-ih | 1520-ih | 1530-ih | 1540-ih | 1550-ih | ►
◄◄ | ◄ | 1519. | 1520. | 1521. | 1522. | 1523. | 1524. | 1525. | ► | ►►
Arhitektura • Astronomija • Glazba • Kazalište • Kiparstvo • Knjige • Književnost • Kršćanstvo • Medicina • Politika • Pravo • Promet • Slikarstvo • Znanost

## Događaji
- 9. siječnja — Adriaan Florisz Boeyens izabran za novoga papu Hadrijana VI.
- 18. ožujka — U dnevniku Juana Sebastiána Elcanoa, člana Magellanove posade, prvi puta spominje se otok Amsterdam.
- 26. lipnja — Osmanske snage pod vodstvom Sulejmana I. napadaju križarsku državu viteškog reda Ivanovaca na Rodosu.
- 6. rujna — Victoria, posljednji brod Magellanove ekspedicije i prvi u povijesti koji je obišao svijet, stiže u Španjolsku
- 20. prosinca — Ivanovci napuštaju Rodos nakon osmanskoga osvajanja.
- Ulrich Zwingli započinje reformaciju u Švicarskoj
- Knez Bernardin Frankopan govorom Oratio pro Croatia pred njemačkim državnom saboru u Nürnbergu traži pomoć u borbi protiv osmanskih vojnih snaga
- Na području Venezuele osnovana je jedna od prvih španjolskih naseobina u Južnoj Americi
- Osmanske snage osvajaju Knin i Skradin.
- Portugalci se iskrcavaju na istočne obale današnje Indonezije.

## Rođenja
- 2. veljače — Lodovico Ferrari, talijanski matematičar († 1565.)
- 23. travnja — Katarina Ricci, talijanska svetica († 1590.)
- 11. rujna — Ulisse Aldrovandi, talijanski liječnik i prirodoslovac († 1605.)
- 9. studenog — Martin Chemnitz, reformator i luteranski teolog († 1586.)
- Miho Pracat – hrvatski pomorac, bankar i dobrotvor († 1607.)
- Bernardino Campi, talijanski renesansni slikar († 1591.)

## Smrti
- 22. veljače — Johannes Reuchlin, njemački filozof i humanist (* 1455.)
- 25. veljače — William Lilye, engleski gramatičar (* 1468.)
- 13. lipnja — Petar Soderini, talijanski državnik (* 1450.)
- 5. srpnja — Antonio de Nebrija, španjolski humanist i filolog (* 1444.)
- 27. kolovoza — Giovanni Antonio Amadeo, talijanski kipar i graditelj (* 1447.)
- 30. listopada — Jean Mouton, francuski skladatelj (* 1459.)
- Fiorenzo di Lorenzo, talijanski slikar (* 1440.)

## Vanjske poveznice
|  | Zajednički poslužitelj ima još gradiva o temi 1522. |